# Silopi

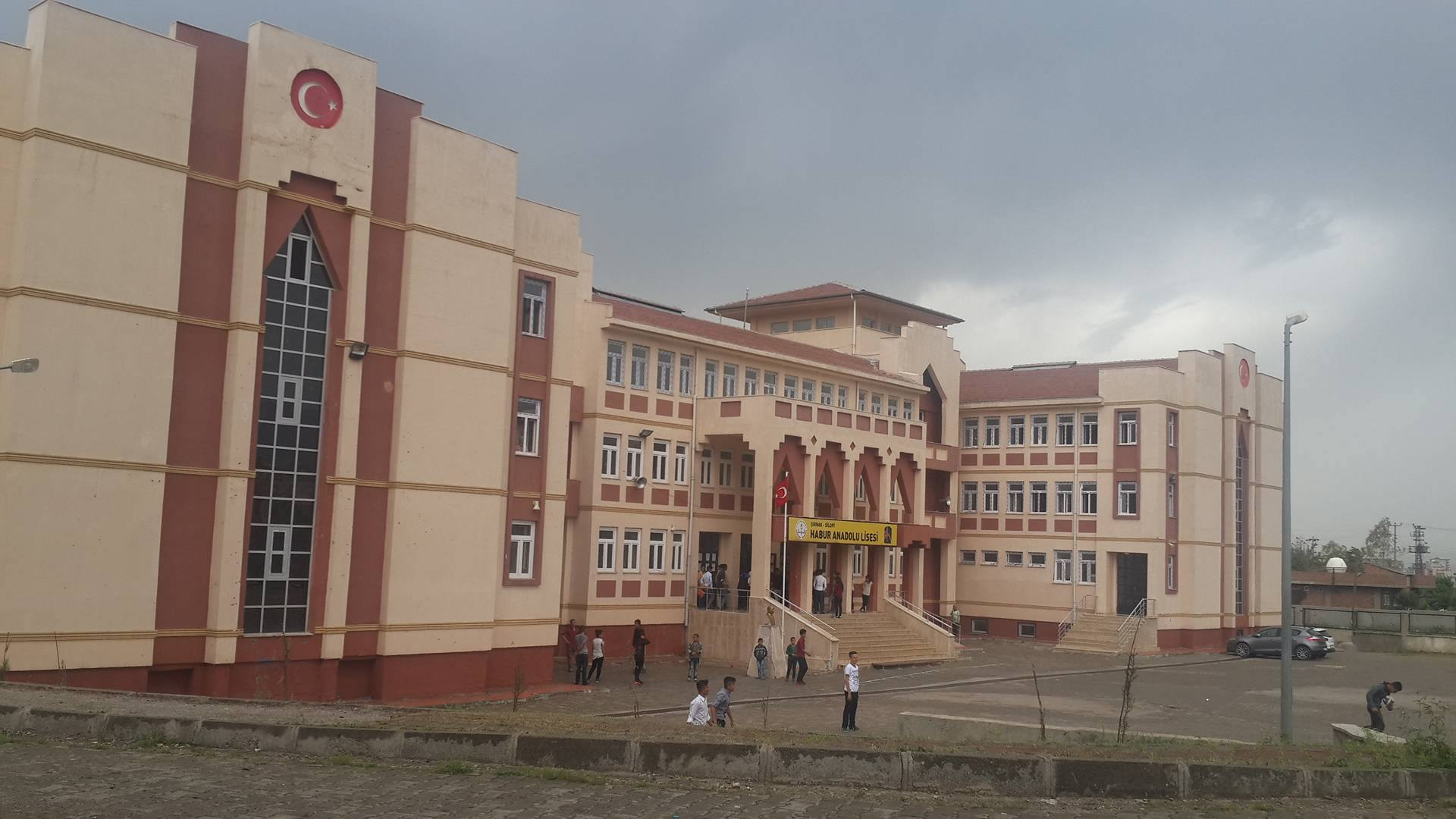
Habur Anadolu Lisesi in Silopi district

Silopi est une ville et un district de la province de Şırnak, dans la région de l'Anatolie du sud-est, en Turquie. Le district, composé du centre de Silopi, de 3 cantons dépendants avec leurs propres municipalités et de 23 villages a une population urbaine de 73 400 personnes (recensement de 2009). Le maire de la ville de Adalet est actuellement Adalet Fidan.

## Géographie
La rivière Khabour, qui porte le même nom que la porte frontière, traverse le territoire du district et rejoint le Tigre ici. 

## Histoire
Silopi est atteinte par l'offensive de l’armée turque contre les villes kurdes en 2016. Les troupes y laissent des inscriptions sur les murs de la ville telles que « Ma chère Turquie, au nom de Dieu, nous te nettoyons : nous sommes le JÖH, nous sommes venus vous envoyer en enfer ! ».
Le vendredi 25 juillet 2025, c'est à Salopi qu'est enregistré le nouveau record de chaleur en Turquie avec une température mesurée de 50,5 °C.

## Économie
La porte frontière de Habur, le seul passage majeur entre la Turquie et l'Irak, est située dans le district de Silopi et est un facteur décisif pour l'économie de la région, à la fois en Turquie et au-delà de la frontière irakienne. Les files de camions en attente de dédouanement qui atteignent parfois quelques dizaines de kilomètres sur l'autoroute reliant les deux pays sont monnaie courante. L'oléoduc Kirkuk-Ceyhan traverse également le district.
Durant la guerre civile syrienne, Silopi est également le lieu de passage du pétrole syrien en direction de la Turquie, où il est, selon Al-monitor, étiqueté comme kurde irakien lors du passage de la frontière de Habur.